# Radio Padova
Radio Padova è un'emittente radiofonica con copertura regionale (Veneto) con sede legale a Padova e studi a Noventa Padovana in Via Salata 58.

## Storia
Nasce il 17 Settembre 1975 come Radio Padova International da un'idea di Alberto Mazzocco e Giorgio Galante. Dopo R.T.R è stata la seconda radio ad essere fondata a Padova. Nel 2009 le radio del gruppo Radio Padova si fondono con quelle della holding Company Group dando vita a Sphera Holding, gruppo radiofonico attivo nel Triveneto.
Il direttore dei programmi e' Luca Lazzari che dirige anche altre due emittenti di Sphera Holding: Radio Easy Network e Radio Easy Rock
Radio Padova trasmette in diretta tutti i giorni dalle 06.00 alle 20.00,  è una radio di flusso, con un formato che prevede la trasmissione oraria di sola musica italiana  
Come per tutte le radio di flusso Radio Padova non dà nomi ai programmi, ma vengono identificati come Fasce. L'unica eccezione e' Buongiorno Amici (Good Morning Friends) lo show del mattino in diretta dalle 06.00 alle 09.00 condotto da Max Dupre'.

## Speakers e DJ
La lista, tratta dal sito ufficiale di Radio Padova, è aggiornata al novembre 2022.
- Franco Ghirardello
- Max Dupré
- Maurizio Modica
- Simonetta Nardi
- Luca Lazzari